# Nacho Uriarte
Ignacio Uriarte Ayala, conocido como Nacho Uriarte (Madrid, 7 de agosto de 1980), es un político español.

## Biografía
Fue presidente de Nuevas Generaciones del Partido Popular desde 2006 hasta 2011. Desde 2005 ocupó el puesto de secretario nacional de Política Social y Bienestar de Nuevas Generaciones y miembro del Comité Ejecutivo Nacional del Partido Popular. Fue elegido diputado en el Congreso de los Diputados por Valencia en la IX Legislatura y X Legislatura.
Fue elegido por el 76,78 % de los compromisarios en el 12.º Congreso Nacional de Nuevas Generaciones celebrado los días 22, 23 y 24 de septiembre de 2006 en Toledo. Es diplomado en Trabajo Social por la Universidad Pontificia Comillas de Madrid y Master en Cooperación Internacional al Desarrollo por la Universidad Pontificia Comillas ICADE-ICAI. Estudió en el colegio Nuestra Señora del Recuerdo (jesuitas) de Madrid.
En febrero de 2010, tuvo un incidente en Madrid mientras conducía bajo la influencia del alcohol, con una tasa en la alcoholemia que doblaba la cantidad permitida, a causa de lo cual fue imputado por un delito contra la seguridad vial. Uriarte, hasta el momento vocal de la Comisión de Seguridad Vial del Congreso de los Diputados, reconoció los hechos y dimitió de su cargo dentro de la Comisión, continuando con su labor de diputado.
En 2011 volvió a ser elegido como diputado y desempeñó esta labor hasta el 14 de enero de 2015 en el que pasó a la Secretaría General Iberoamericana como director de Planificación.
Se casó en julio de 2010 con la aristócrata Ana María Chico de Guzmán, hija del IV marqués de Ahumada, divorciándose al año siguiente. En 2016 se unió en matrimonio con la abogada Violeta Dávila, su pareja actual.
A propuesta de Carmen Navarro Lacoba y con efectos de 21 de septiembre de 2023 fue nombrado, con carácter de personal eventual, asesor de la Secretaría Cuarta del Congreso de los Diputados.